# Attributi araldici di azione
Gli attributi araldici di azione sono quelli che definiscono la posizione assunta, per effetto di una specifica azione, da una figura che compare in uno stemma. La figura è generalmente un essere animato o una pianta.
In alcuni casi la figura, abitualmente un animale, è rappresentata in una particolare postura, definita posizione araldica ordinaria che non viene blasonata, in quanto sottintesa; esempi ne sono il leone (rappresentato rivolto a destra e in posizione rampante), il leopardo (rivolto a destra, con la testa in maestà e passante), l'aquila (di fronte, con la testa rivolta a destra, le ali spiegate in alto e le zampe divaricate), il rovere (con i rami incrociati in decusse), ecc.
Gli attributi più usati sono:

## A

### Accosciato
Accosciato è un termine utilizzato in araldica per indicare la posizione dell'animale poggiato con il ventre a terra e con le zampe allungate in avanti. Il termine viene frequentemente usato per il leone e per la sfinge.

### Afferrante

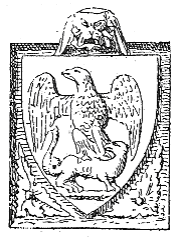
Aquila afferrante una preda
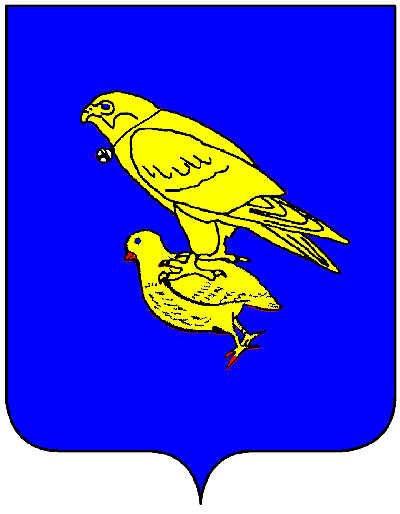
Falcone afferrante una pernice (famiglia Varlet)
Aquila afferrante un fulmine (Siracusa)

### Allattante

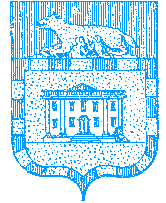
Lupa allattante
D'argento, alla lupa ferma di nero, allattante due bambini di carnagione (stemma di Racale)

### Allegro

Stemma di Avelengo
Stemma di Lengnau, comune del Canton Argovia
Stemma di Bagnacavallo

### Appollaiato

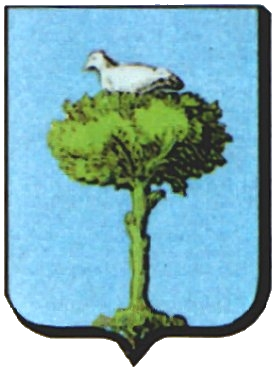
Tortora appollaiata (stemma della famiglia Fisichella)
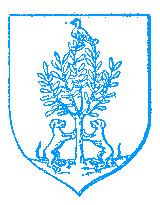
Uccello appollaiato

### Ardito

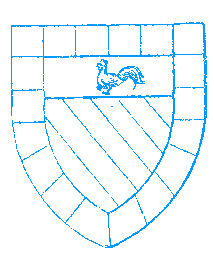
Gallo ardito
Gallo ardito di rosso (stemma di Grandevent, Svizzera)
Gallo ardito di nero, crestato, imbeccato, bargigliato e membrato di rosso (Corcelles-le-Jorat, Svizzera)
Gallo ardito d'argento (Paudex, Svizzera)
Stemma di Gallarate

### Arroncigliato

Stemma di Vaugondry, Svizzera
Mosset, Francia

### Attorcigliato

Lindworm (drago nordico) con la coda attorcigliata (stemma di Wurmannsquick, Baviera)
Viverna con la coda attorcigliata (stemma di Trani)
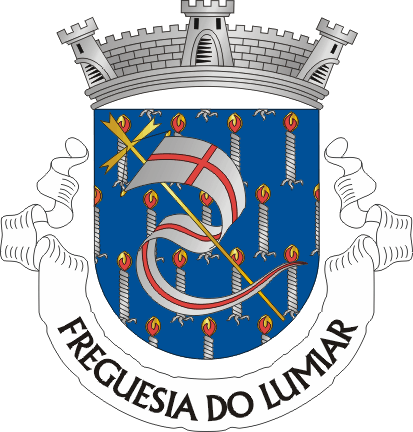
Seminato di candele attorcigliate (freguesia di Lumiar, Portogallo)

### Benedicente

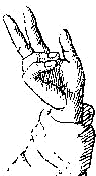
Mano benedicente (rito latino)
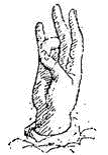
Mano benedicente (rito greco)
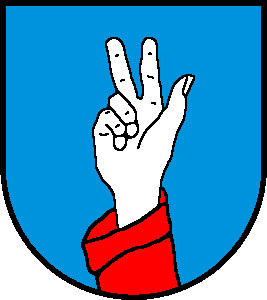
Mano benedicente (rito latino) nello stemma di Gempen, Svizzera
Due mani benedicenti (rito latino) di rosso (Jork, Germania)

### Boccheggiante

Tre teste di pesce boccheggianti in pergola (Chocz, Polonia)

### Cantante

Gallo nero cantante (stemma di Guarda, Svizzera)
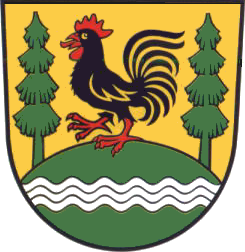
gallo nero ardito e cantante (Gräfenhain, Germania)

### Corrente

Cavallo corrente (stemma di Martina Franca)

### Fermo

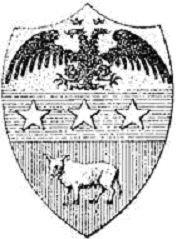
Bue fermo
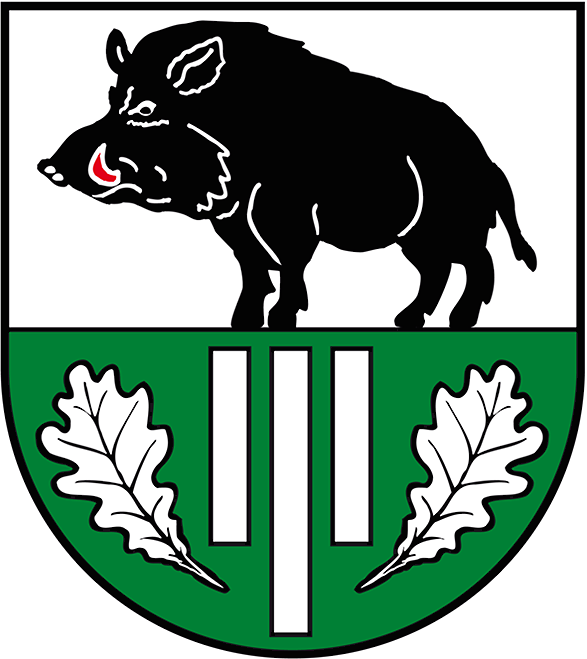
Cinghiale fermo (stemma di Serno, Germania)
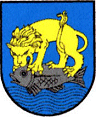
Leone fermo che mangia un pesce (Puck, Polonia)
Cavallo fermo (Loxstedt, Germania)
Lupo fermo con la testa rivoltata (Distretto di Vaŭkavysk, Bielorussia)

### Fissante

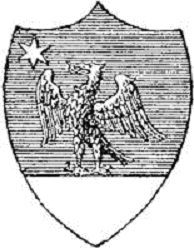
Aquila fissante una stella

### Furioso

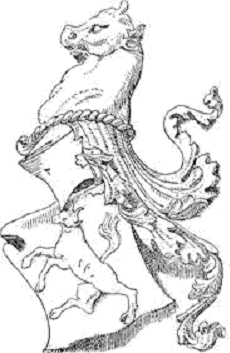
Toro furioso
Toro furioso (stemma di Albignasego)
Toro furioso (stemma della provincia di Benevento)

### Galoppante

Stemma di Oekingen, Svizzera
Stemma di Stutensee, Germania

### Illeonito

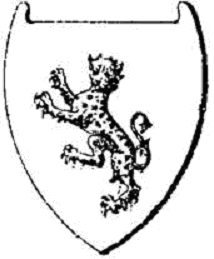
Leopardo illeonito
Stemma di Montagna (BZ)
Stemma di Quatzenheim, Francia

### Illeopardito

Leone illeopardito, d'oro, lampassato di rosso, allumato e armato d'argento (stemma dell'Arma dei Carabinieri)
Banda caricata da un leone illeopardito (stemma di Novate Milanese)
Leone illeopardito (stemma di Chieri)
Leone illeopardito (stemma di Viterbo)

### Impugnante

Grifone impugnante una spada (Stemma di Grosseto)
Braccio destro impugnante un ramoscello di corbezzolo (Provincia di Ancona)
Nel cimiero un destrocherio impugnante una spada (Crema)
Grifo impugnante una spada (Imola)
Mano impugnante una spada (Provincia di Vercelli)

### Indicante

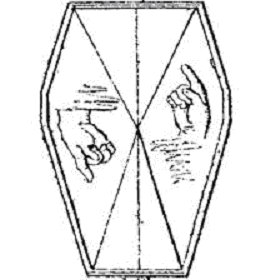
Mano indicante

### Ingollante

Biscione d'azzurro ingollante un putto (stemma di Angera)
Biscione ingollante un putto di carnagione (Besnate)
Biscione d'azzurro, ingollante un bambino (Brignano Gera d'Adda)
Biscione d'azzurro, ingollante un bambino (Distretto di Pružany, Bielorussia)

### Nuotante

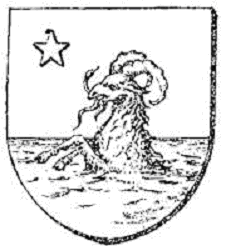
Ariete nuotante
Cigno nuotante (stemma di Joutseno, Finlandia)
Sirena natante (Cellamare)

### Pascolante

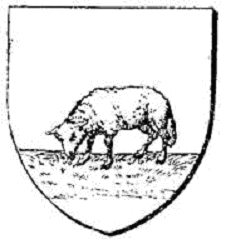
Pecora pascolante

### Passante

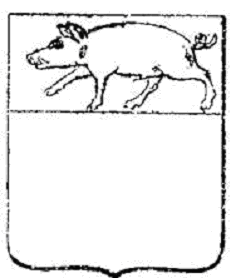
Maiale passante
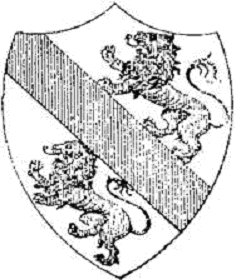
Leoni passanti
Cavallo passante (stemma di Avelengo)
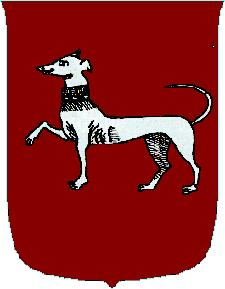
Levriere d'argento passante (stemma di Guillaume Fouquet de la Varenne)

### Rampante

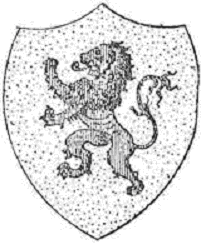
Leone rampante (per il leone è la posizione naturale)
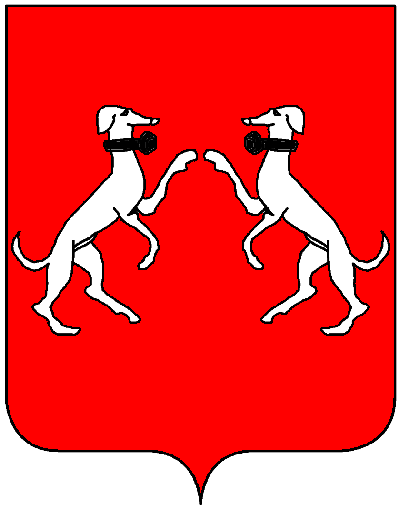
Levrieri rampanti (stemma della famiglia Jonac)
Grifoni rampanti (come tenenti dello scudo) (Alessandria)
Volpe rampante (Frick, Svizzera)
Levriere rampante (Hunzenschwil, Svizzera)
Montone rampante (Rammingen, Germania)
Cane rampante (Tettnang, Germania)
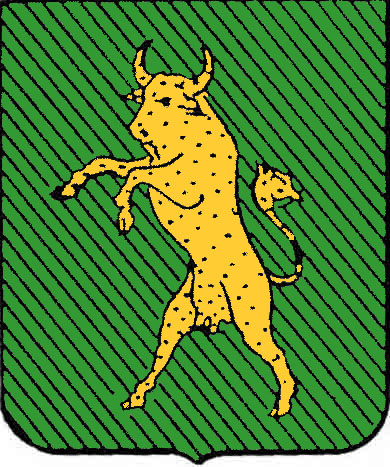
Mucca rampante (stemma della famiglia Sbrojavacca)
Leone rampante

### Rapace

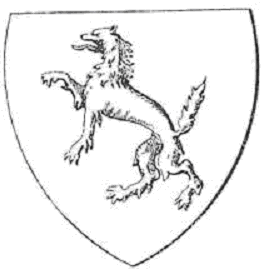
Lupo rapace
D'oro, al lupo rapace d'azzurro, armato e lampassato di rosso (stemma di Rognes, Francia)

### Ritto

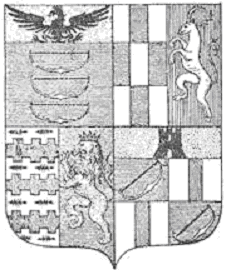
Cervo ritto
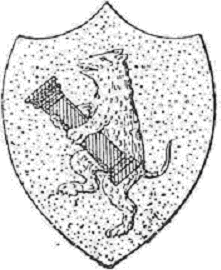
Orso ritto
Orso ritto (stemma di San Gallo, Svizzera)
Orsetti ritti (Tesimo)

### Rotante

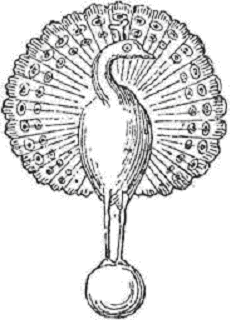
Pavone rotante
Pavone verde rotante (stemma di Saint-Paul-Cap-de-Joux, Occitania)

### Saliente

Capra saliente su una scala posta in sbarra (stemma di Anacapri)
Cervo saliente rivoltato (Àtena Lucana)
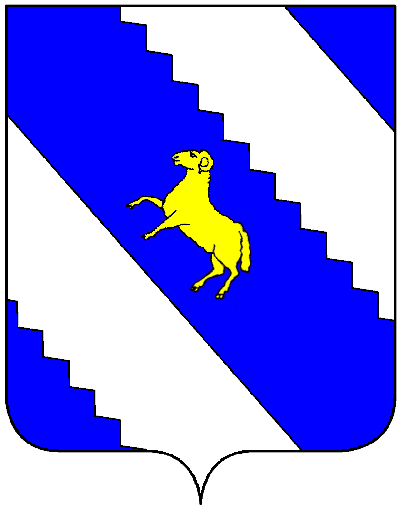
Montone saliente (famiglia Bellet de Tavernaux, Francia)
Cervo saliente (Hirschthal, Svizzera)

### Scorrente

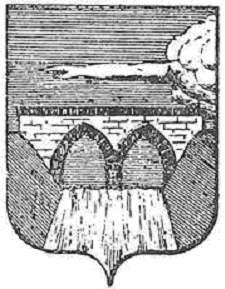
Acqua scorrente
Fontana scorrente (stemma di Gerhardsbrunn, Germania)

### Sdraiato

Leone sdraiato in maestà

### Seduto

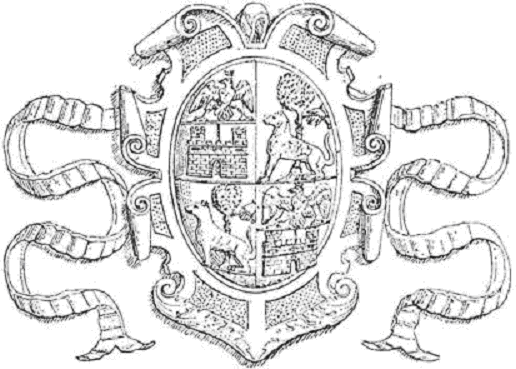
Cani seduti
Castoro seduto (stemma di Biberstein, Svizzera)
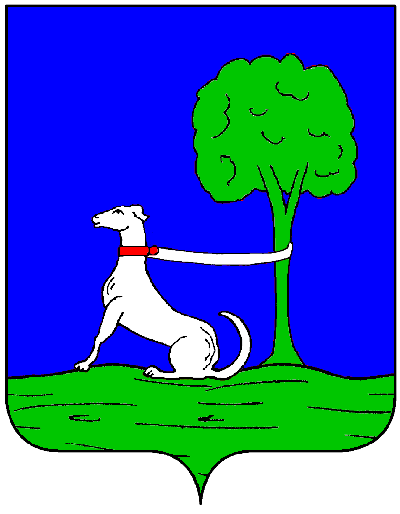
Levriero seduto (famiglia Prandi di Ravenna)
Orso seduto (Ursberg, Germania)
Leone d'argento seduto
Grifone seduto

### Slanciato

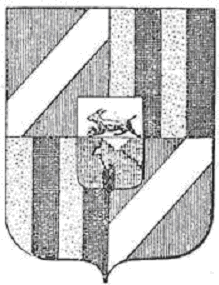
Animale slanciato
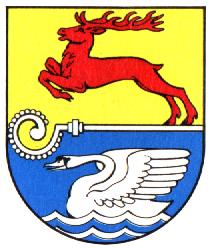
Cervo slanciato (Bad Doberan, Germania)

### Sorante

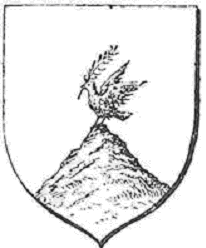
Uccello sorante
Oca sorante (stemma di Gansingen, Svizzera)
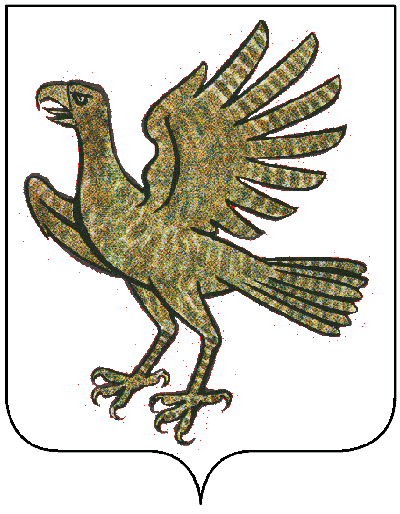
Sparviero sorante (Postal)
Due colombe soranti (Ablis, Francia)
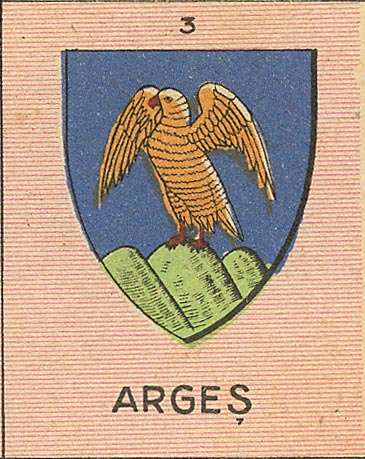
Aquila sorante (Distretto di Argeș, Romania, stemma del periodo 1926-38 e 1940-47)
Capo d'azzurro a tre colombe soranti d'argento (Bois-Colombes, Francia)

### Sostenente

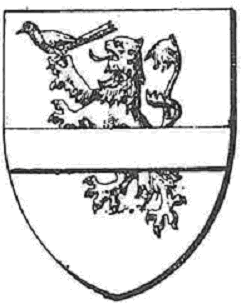
Leone sostenente un uccello
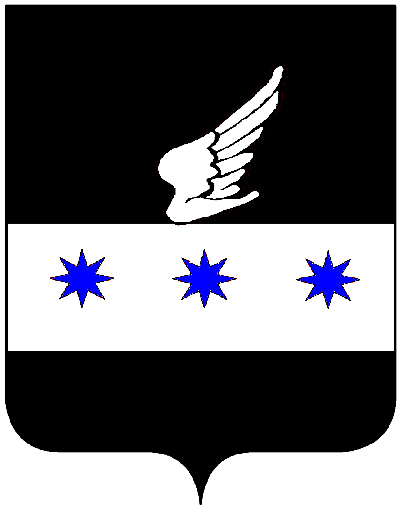
Fascia sostenente un semivolo (stemma della famiglia Novellini)
Drago sostenente una torre (Trani)
Elefante sostenente una torre (Hilfikon, Svizzera)
Fascia sostenente un gallo (Paudex, Svizzera)
torre sostenente un'aquila (Aarburg, Svizzera)

### Spaurito

D'azzurro, a tre gatti spauriti d'oro, i primi due affrontati (famiglia de Caters del Belgio)
Gatto inferocito

### Spaventato

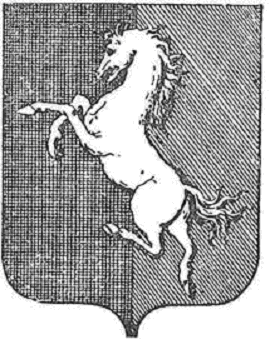
Cavallo spaventato
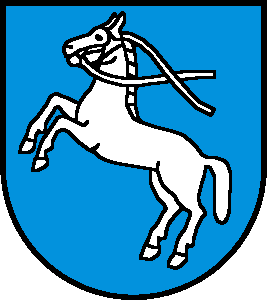
Stemma di Bellach, Svizzera
Stemma di Niederroßbach, Germania
Stemma del circondario di Stade, Germania
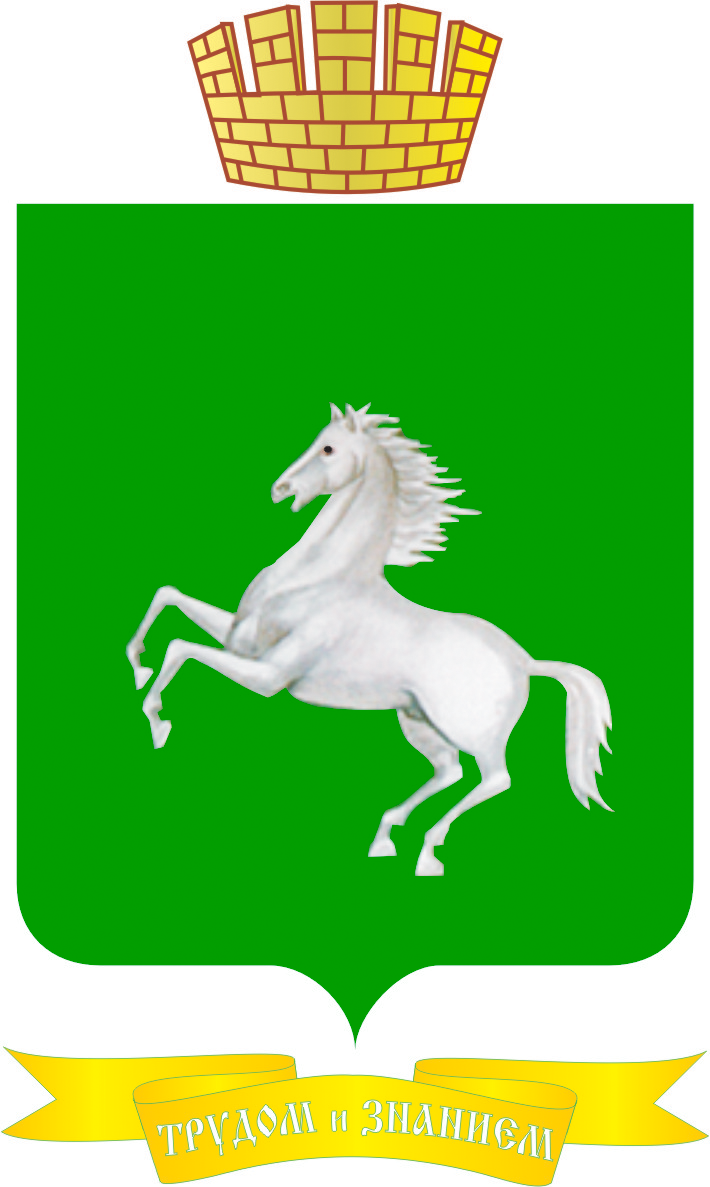
Stemma di Tomsk, Russia
Stemma dello stato federato della Renania Settentrionale-Vestfalia
Cavallo inalberato uscente da un monte (Dottikon, Svizzera)
Cavallo inalberato e rivoltato (Arezzo)

### Spiegato

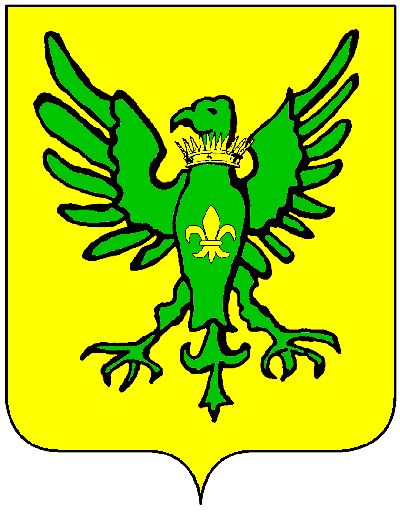
Aquila spiegata (famiglia Alidossi di Imola)
Colomba con le ali spiegate (Eschen, Liechtenstein)
Cicogna con le ali spiegate (Distretto di Stolin, Bielorussia)
Aquila spiegata

### Vogante

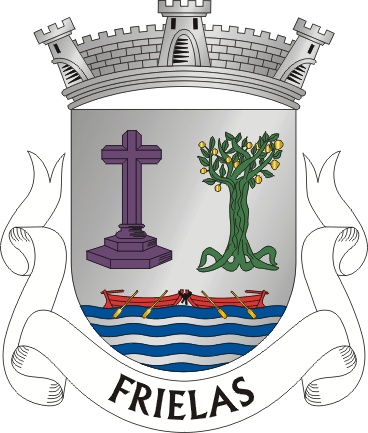
Barche voganti (stemma della freguesia di Frielas, Loures, Portogallo)
Nave vogante (Polack, Bielorussia)
Barca vogante (Dzisna, Bielorussia)
Nave vogante (Circondario del Wesermarsch, Germania)
Nave vogante (Porto Valtravaglia, Lombardia)
Barca vogante (Olbia, Sardegna)
Nave vogante (Stemma della Provincia di Savona, Liguria)

### Volante

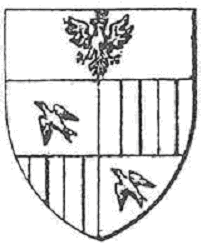
Uccelli volanti in banda